# Eric Fröling
Den här sidan handlar om skådespelaren född 1880. För skådespelaren född 1894, se Erik Fröling.
Eric Bernhard Fröling, född 21 april 1880 i Adolf Fredriks församling i Stockholm, död 1 maj 1962 på Höstsol i Täby, var en svensk sångare, skådespelare, regissör och inspektör vid Stim. 

## Biografi
Fröling scendebuterade 1898 och var verksam vid filmen 1940–1958. Fröling spelade i några mindre roller på Dramaten 1908-1915. Han var från 1947 bosatt på Höstsol.
Eric Fröling var son till skomakaregesällen Karl August Fröling och Johanna Karolina Ersdotter (omgift Nilsson). Han gifte sig 1903 med dansösen Inez Anna Emilia Kihlberg (1877–1961), syster till balettmästaren Helge Kihlberg samt dotter till balettmästaren Axel Leonard Kihlberg och Josefina Emilia Augusta Hjertzell.
Fröling avled 1962 och är begraven på Norra begravningsplatsen i Stockholm.

## Filmografi i urval
- 1940 – Kyss henne!
- 1940 – Hanna i societén
- 1941 – Springpojkar är vi allihopa
- 1942 – Flickan i fönstret mitt emot
- 1942 – Supé för två
- 1955 – Stockholm frestar
- 1957 – Ingen morgondag
- 1958 – Bock i örtagård

## Teaterroller i urval
| År   | Roll                   | Produktion                                                              | Regi            | Teater        |
| ---- | ---------------------- | ----------------------------------------------------------------------- | --------------- | ------------- |
| 1909 | Wagenheim              | Tiggarstudenten Karl Millöcker, Richard Genée och Friedrich Zell        |                 | Oscarsteatern |
| 1917 | Löjtnant von der Heide | Kejsarinnan Maria Théresia Leo Fall, Julius Brammer och Alfred Grünwald | Oskar Textorius | Oscarsteatern |
| 1928 | Manelescu              | Hennes excellens Michael Krausz, Ernst Welisch och Rudolf Schanzer      | Oskar Textorius | Vasateatern   |
| 1939 |                        | Katten i säcken Ladislaus Szilagyi och Michael Eisemann                 | Emanuel Gregers | Vasateatern   |
| 1940 | Hotellets direktör     | Fågel Fenix Kaj Munk                                                    | Martha Lundholm | Vasateatern   |